# Julius Hjulian
Julius Hjulian (né le 15 mars 1903 à Fodd en Suède et mort en février 1974), fut un joueur américain de football d'origine suédoise.

## Biographie
Hjulian passe sa carrière à Chicago. En 1930, il joue avec les Chicago Sparta. À cette époque, les Sparta dominent la National Soccer League of Chicago et gagnent la Peel Cup. En 1934, il joue aux Chicago Wieboldt (Wonderbolts). Cette année-là, il est le gardien de but sélectionné avec l'équipe des USA pour la coupe du monde 1934. Hjulian joue son premier match de la victoire 4-2 pour les qualifications du mondial contre le Mexique. Puis, ils perdent contre l'Italie par 7-1 au premier tour de la compétition.